# Wilsey
Wilsey és una població dels Estats Units a l'estat de Kansas. Segons el cens del 2000 tenia 191 habitants.

## Demografia
Segons el cens del 2000, Wilsey tenia 191 habitants, 77 habitatges, i 51 famílies. La densitat de població era de 273,1 habitants/km².
Dels 77 habitatges en un 33,8% hi vivien nens de menys de 18 anys, en un 58,4% hi vivien parelles casades, en un 9,1% dones solteres, i en un 32,5% no eren unitats familiars. En el 32,5% dels habitatges hi vivien persones soles el 16,9% de les quals corresponia a persones de 65 anys o més que vivien soles. El nombre mitjà de persones vivint en cada habitatge era de 2,48 i el nombre mitjà de persones que vivien en cada família era de 3,15.
Per edats la població es repartia de la següent manera: un 31,4% tenia menys de 18 anys, un 3,7% entre 18 i 24, un 26,7% entre 25 i 44, un 21,5% de 45 a 60 i un 16,8% 65 anys o més.
L'edat mediana era de 38 anys. Per cada 100 dones de 18 o més anys hi havia 84,5 homes.
La renda mediana per habitatge era de 29.688 $ i la renda mediana per família de 37.500 $. Els homes tenien una renda mediana de 26.875 $ mentre que les dones 18.750 $. La renda per capita de la població era de 10.781 $. Entorn del 2% de les famílies i el 5,9% de la població estaven per davall del llindar de pobresa.

## Poblacions més properes
El següent diagrama mostra les poblacions més properes.